# 鬼 (DEVILOOFのアルバム)
『鬼』（おに）は、日本のバンド DEVILOOF の2作目のフルアルバム。

## 概要
ジャケットのデザインは前作に引き続き江川敏弘が担当。ミックス・マスタリングも前作と同じくЯyo Trackmakerが担当した。デンジャークルー・レコード内のレーベルである9th Recordsから発売された。
本作は『「和」の要素を取り入れたコンセプト・アルバム』となっている。これは太輝曰く、2018年の夏～秋ごろにアルバムの構想を考えている時に「和を取り入れたら面白いんじゃないか」という話になり、またバンドを組んだ目的として「日本人にしかできないことをやりたい」というのにも合致していたので、そうなったという。
本作の発売に先駆け、2月1日より3ヶ月連続で新曲(「拷訊惨獄」「Dusky-Vision」「流転」にMVを制作)公開される予定であったが、諸事情により「Dusky-Vision」は5月25日に公開、「流転」については制作されなかった。
週間アルバムチャート(インディーズ部門・オリコン)では9位、ディスクユニオンのオンラインショップHM/HRチャート(月間・6月)では10位を獲得した。
全11曲であるが、一部店舗の予約シートにおいて、「生命力」という曲を含めた全12曲で表記されるというトラブルがあった。

## 収録曲
1. 拷訊惨獄
曲名は「ごうじんざんごく」と読む[12]。
元々は「ESCAPE」(『Devil's Proof』収録)のような感じの曲にする予定だったが、「メンバーが交代し新体制になった事でファンを不安にさせていまうのではないか」「同時期にJILUKAやDEXCOREのような、同じ路線のバンドが台頭してきたので、DEVILOOFの一番の強みである暴虐性というところに行き着き、あえて一番いかつい楽曲を表題曲とし、ファンの不安を払拭しよう」という事で、激しい曲調になったという[9]。
MVも作られ、撮影は心霊スポットとして知られた場所にて行われた[13]。
再生回数は2020年7月時点で100万回を超えている。
2. 「開花」～鬼の巻～
1stシングルのアルバムバージョン。
リリック・ビデオが制作された。
3. 孤独死～鬼の巻～
1stシングルのカップリング曲の、アルバムバージョン。
4. -妖-
5. アイシテクダサイ
2016年発売のオムニバスアルバム『妖幻鏡 -west- Vol.3  Survive as an Innovator』収録曲「愛してください」のリメイクバージョン。
6. Dusky-Vision
Rayもメインボーカルとして参加。太輝曰く「こんなに歌えるギタリストがいて、こんな曲も作れるという一面を発信したかった」との事。
また、桂佑曰く「前作ではツインボーカルを映えさせる曲作りまで手が及ばなかったので、本曲で映えることを意識して作った」との事[9]。
MVも制作された。
7. Murderous impulse
8. -惑-
9. 蜘蛛の糸
10. Creepy
11. 流転
桂佑曰く「”デスコア”と”演歌”のクロスオーバー」。
太輝も「DEVILOOFの曲で1、2を争うくらいに好きな楽曲」として本曲を挙げていた[14]。